# Calyptothecium compressum
Calyptothecium compressum är en bladmossart som beskrevs av Noguchi 1973. Calyptothecium compressum ingår i släktet Calyptothecium och familjen Pterobryaceae. Inga underarter finns listade i Catalogue of Life.